# Prix cinématographique et audiovisuel de l'Armée de terre - Pierre Schoendoerffer
Le prix cinématographique et audiovisuel de l'Armée de Terre - Pierre Schoendoerffer, est une distinction créée en octobre 2012 qui récompense chaque année deux œuvres cinématographiques ou audiovisuelles qui mettent en valeur « l’engagement contemporain ou la vie des soldats de l'Armée de terre ». Nommé en hommage au réalisateur Pierre Schoendoerffer, il se divise en deux catégories : format long (type documentaire) et format court (type reportage d’actualité).

## Liste des lauréats

### Format long
- 2013 - Hélène Risacher, Pierre-Henry Mentheour et Fabien Lasserre, Les blessés de la guerre
- 2014 - Jeanne Delasnerie et Jean-François Didelot, Sur le fil de Darwin
- 2015 - Enseigne de vaisseau de 1re classe Nicolas, Une brigade au combat
- 2016 - Géraud Burin des Roziers, Légion étrangère : pour l’aventure et pour la France
- 2017 - Charlotte Marie, Volontaires du nouveau service militaire : l’année qui va changer leur vie
- 2018 - Dorothée Olliéric, Les soldats du désert
- 2019 - Emmanuel Réau, Les soldats de novembre
- 2020 - Non décerné
- 2021 - Émilie Lançon, La bataille de Notre-Dame
- 2022 - Patrick Sauce et Quentin Baulier, Opération Barkhane – au cœur de la traque[1]
- 2023 - Aude Rouaux, Devenir pompier[2]
- 2024 - Christopher Saint-Alme, Reconnexion

### Format court
- 2013 - Non décerné
- 2014 - Clément Le Goff et Yann Moine, Capitaine Erbland, portrait d’un pilote de Tigre
- 2015 - Loïc de la Mornais, Invictus Games, la renaissance des blessés
- 2016 - Cyril Drevet, Véhicules à l’épreuve du feu
- 2017 - Olivier Santicchi, Le poste avancé de Tessalit
- 2018 - Dorothée Olliéric, Les soldats de Sentinelle
- 2019 - Bruno Bucher et Mathieu Duboscq, Un chien au 1er RPIMa
- 2020 - Non décerné
- 2021 - Anne-Claire Coudray et Esther Lefebvre, Avec les femmes et les hommes de Barkhane
- 2022 - Diane Schlienger, Élodie Delevoye et Matthieu Le Rue, Au service de la France – à l’école de la guerre[1]
- 2023 - Mathieu Ligneau, Cuirassiers, fer de lance du collectif[2]
- 2024 - Éric Le Pichon et Jérôme Bardenet, ENSOA : L’École du sous-officier

### Mentions spéciales
- 2013 - Géraud Burin des Roziers, Papa s'en va-t'en guerre
- 2017 - Emmanuel Courcol, Cessez-le-feu
- 2019 - Hélène Mourot, Sébastien Clech, Franck Debras et Olivier Dorain, Dépassement de soi et discipline : au cœur du recrutement de nos soldats
- 2021 - Nicolas Douchet, UPPICK 2019 GMHM - GCM
- 2022 - Frédéric Bouquet, Daguet, l’opération qui a transformé l’armée[1]
- 2024 - David Oelhoffen, Les Derniers Hommes

### Prix du CEMAT
- 2019 - Frédéric Tellier, Sauver ou périr